# Předsókratici
Předsókratici, také předsókratovci nebo presokratici je souhrnné označení pro rané řecké filozofy před Sókratovým obratem a novým založením filozofie zhruba v polovině 4. století př. n. l. Představují různé pokusy o racionální výklad skutečnosti v období krize starších, tradičních společností a jejich mýtů. Z jejich spisů se vesměs zachovaly pouze zlomky, citáty v dílech pozdějších autorů, které se obvykle citují podle vydání Diels-Kranz jako:
DK [číslo autora] A/B a [číslo zlomku] ("A" znamená nepřímá svědectví, "B" přímé citáty.)
Dělí se obvykle na několik skupin, například:

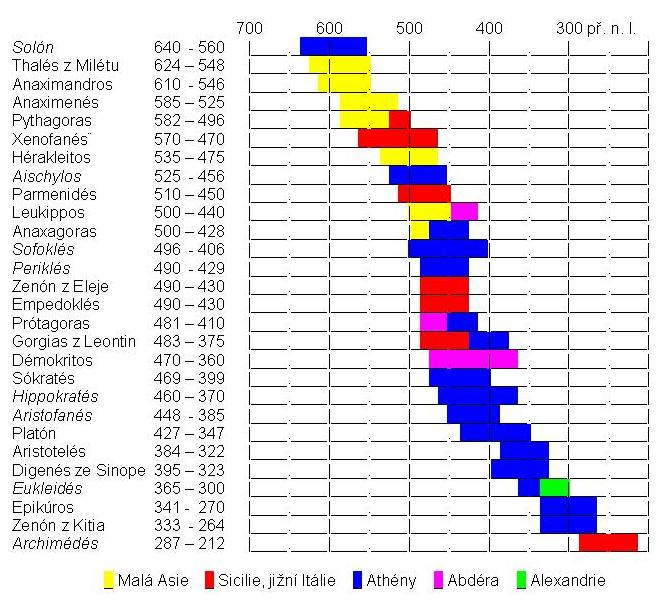
Chronologie řeckých filozofů

- Míléťané (přírodní filozofové), tj.
  - Thalés z Milétu
  - Anaximandros
  - Anaximenés
- Pythagorejci:
  - Pýthagorás
  - Alkmaión
  - Filolaos
  - Timaios
- Eleaté:
  - Xenofanés
  - Parmenidés
  - Zénón z Eleje
- Hérakleitos
- Anaxagorás
- Empedoklés
- Atomisté:
  - Leukippos
  - Démokritos
- Sofisté:
  - Prótagorás
  - Prodikos
  - Gorgiás
  - Hippias z Elidy
  - Kritiás